# Боэм-Эшель
Боэм-Эшель (фр. Boëme-Échelle) — французский кантон департамента Шаранта, созданный в 2015 году.

## История
В марте 2015 года вступило в силу новое территориальное деление Шаранты, определённое указом от 20 февраля 2014 года.

## Административное деление
Включает 13 коммун: Буэ, Вёй-э-Жиже, Вузан, Вульжезак, Гара, Диньяк, Дирак, Кле, Мутье-сюр-Боэм, Плассак-Руфьяк, Рулле-Сент-Эстеф, Сер, Торсак.

## Население
Согласно переписи 2021 года, в кантоне жило 18 225 человек, что на 1,23 % больше, чем в 2015 году.